# Spartak Ngjela
Spartak Ngjela (Tirana, 11 luglio 1948) è un giurista, politico e scrittore albanese.

## Biografia
Spartak Ngjela è nato a Tirana l'11 luglio 1948, figlio di Kiço Ngjela, alto funzionario del Partito del Lavoro d'Albania e ministro delle finanze e del commercio estero.
Si è laureato in giurisprudenza presso l'Università di Tirana nel 1970.
Ha lavorato come pubblico ministero a Valona e Durazzo e come ricercatore presso l'Istituto Storico di Tirana.
Nel 1979 fu condannato a 13 anni di carcere per "aggressione e propaganda contro il potere popolare" e liberato nel 1990.
Nel 1991 fondò uno studio legale privato, che diresse fino al 1997.
Nel marzo 1997 fu nominato ministro della giustizia nel governo di transizione guidato da Bashkim Fino, carica mantenuta fino a luglio.
Fu eletto deputato nel 2001 e rieletto nel 2005 e 2009, rappresentando il distretto 38 di Tirana per il Partito Democratico. Fu vicepresidente della commissione giustizia e in seguito presidente della commissione per giustizia, pubblica amministrazione e diritti umani.
Il 12 dicembre 2008 fondò il partito Ligj dhe Drejtësi (Legge e Giustizia).

### Opere
Ha pubblicato numerosi romanzi e saggi politici, tra cui:
- Shpella e Vdekjes (Romanzo, 1994)
- Helena R (Romanzo, 1999)
- Reformë shqiptare: shmangia e karakterit tiranik të politikës (2006)
- Përkulja dhe rënia e tiranisë shqiptare 1957–2010 (2011)
- Pesë leksione për konstitucionalizmin (2015)
- Hakmarrja e një gruaje (Romanzo, 2018)